# Yukarıkanara, Kofçaz
Yukarıkanara là một xã thuộc huyện Kofçaz, tỉnh Kırklareli, Thổ Nhĩ Kỳ. Dân số thời điểm năm 2011 là 78 người.